# Rachel Brice
Rachel Brice (Seattle, 15 de junio de 1972) es una bailarina contemporánea de belly dance fusión (antes tribal belly dance) y la primera solista de este género. Fundadora y coreógrafa de The Indigo Belly Dance, una compañía de danza del vientre tribal, pertenece también a las Bellydance Superstars. Es reconocida por su flexibilidad (parecida a la de una serpiente).

## Biografía
Nace en Seattle el 15 de junio de 1972. Estudia yoga y bellydance desde que tenía 17 años. Su interés por el yoga floreció cuando ella era pequeña al ver la portada de un libro que tenía la imagen de una persona haciendo el sarvangasana.
Descubrió el mundo de la danza en 1988 cuando vio una actuación de Hahbi´Ru un espectáculo perteneciente al Renaissance Faire de Carolina del Norte, por lo que empieza a tomar clase de danza oriental inmediatamente. Estudió con Atesh directora de la compañía de Baile Atesh. Rachel tras varios años de dura práctica abandona la danza del vientre para dedicarse a las doctrinas y dogmas del yoga. Comenzó a impartir clases en 1996, después de 7 años de práctica y tras recibir asistencia del reconocido maestro de yoga Erich Schiffmann. En ese mismo año recibe su certificación como terapeuta masajista, convirtiéndose en una ayudante de quiropráctico.

### Trayectoria artística

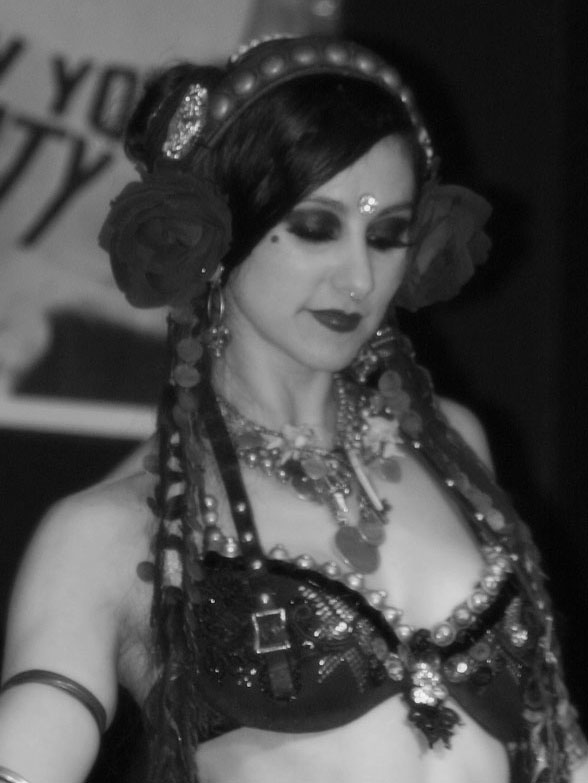
Rachel Brice

Rachel retoma la danza en 1999 y decide dedicarse por completo a ella y en 2001 toma clases con Carolena Nericcio y Jill Parker (iniciadoras del Tribal Fusión). En el 2003 es descubierta por el empresario y fundador de la compañía Bellydance Superstars Miles Copeland, con quienes emprende un tour mundial ganando respeto y gran admiración por parte de los seguidores del tribal Fusión gracias a su innovadora forma de baile. Rachel ha hecho numerosas apariciones en los DVD de Bellydance Superstars y también ha impartido talleres sobre yoga y danza del vientre en Estados Unidos y Europa, al igual que DVD instructivos, también ha hecho varias apariciones en radio y televisión.

#### The Indigo
En el año 2003, Brice crea junto a dos estudiantes que tenía en ese entonces (Michell Campbell y Ariellah Aflafo)y Janice Solimeno "The Indigo Belly Dance" Aflafo y Solimeno siguen sus carreras en solitario mientras que Sharon Kihara (exalumna de Jill Parker) y Mardi Love se unen al proyecto. En el 2005 tras la salida de Campbell se une Zoe Jakes.
En 2007 The Indigo realiza su primera gira llamada “Le Serpent Rouge” presentadas por Miles Copeland.

## Estilo
Rachel Brice antes de ser una bailarina de tribal fusión, comenzó con danza oriental Cabaret (un estilo de la danza del vientre que fusiona los movimientos del bellydance tradicionales de Egipto, Líbano, Grecia y Siria cuya vestimentas consiste en adornos con plumas y lentejuelas). El estilo de Rachel es caracterizado por su impresionante control muscular a la hora de bailar,y sus aislamientos o "backbends" que recuerdan a una serpiente junto a una mezcla de estilos gitanos e hindúes y movimientos del yoga.

### Tatuajes
Rachel tiene en total 4 tatuajes y el más reconocido y que la caracteriza es el que tiene en el vientre : Este tatuaje es un dibujo de una especie de ramas con flores rojas entrelazadas donde se puede notar un escrito que está en el idioma sánscrito  y menciona el Yoga sūtra 1.14 :"Llega a establecerse firmemente si es continuada durante largo tiempo, sin interrupción, y con reverente devoción.". Se refiere que para alcanzar el objetivo(Estado de Yoga) es necesario la práctica, todos los días y con una profunda convicción y fe en el logro. Tiene en la pierna un águila, y en el lumbar un hada.
En el género tribal fusión bellydance es común que algunas bailarinas tengan tatuajes, aunque no sea un patrón.

## Filmografía

### Performances
- Bellydance Superstars en vivo en París: Folies Bergeres.
- "Bellydance Superstars Solos in Monte Carlo".

### DVD
- "Tribal Fusion: Yoga, Isolations and Drills a Practice Companion with Rachel Brice".
- "Rachel Brice: Belly Dance Arms and Posture".
- "SERPENTINE: With World Dance New York.